# Gyermekgyógyászati oxiológia
A gyermekgyógyászati oxiológia a gyermekek sürgősségi ellátásának speciális kérdéseivel foglalkozik. 
Nehézségei a következő tényezőkből adódnak:
- az esetek kb 5%-ában vonul a mentő gyermekekhez, tehát relatíve ritka esetekről van szó.
- speciális  életkorfüggő ismereteket igényel
- a szülő és a környezet igen heves érzelmi töltöttséggel reagál a vészhelyzetekre, ami megnehezíti a diagnózisalkotást és a terápiát.
- nagyon nagy a lelki teher az ellátó személyzeten

## Anatómiai és élettani különbségek
A kisgyermek nem „kis felnőtt”, amely csak a méreteiben különbözik a felnőttektől, hanem teljesen más anyagcserével és immunrendszerrel rendelkező ember. 
Az anyatejjel táplált babáknál az első félévben ritkák a fertőző betegségek, mivel az anyai ellenanyagok megakadályozzák ezek kialakulását, de bakteriális eredetű, főként az idegrendszert és a légutakat támadó betegségek bármikor jelentkezhetnek.

## Kardiális sürgősségi állapotok
- Fallot-cianotikus roham

## Gyermeksebészeti kórképek
Heretorzió: a herezsinór megcsavarodása, leggyakoribb az első két évben, valamint a prepubertásban.Tünetei: verejtékezés, kólika, émelygés, nagyfokú herefájdalom, megemelése fájdalmas (Prehn -jel). Gyakori a téves diagnózis! Alapelv: a gyermekkori féloldali fájdalmas szkrótumduzzanat esetén először torzióra kell gondolni. Kezelése gyermeksebészeti (műtét 4-6 órán belül)

## Külső hivatkozások
- Szent Márton Gyermekmentő Szolgálat
- Magyar Gyermekaneszteziológiai és Intenzív Terápiás Társaság
- Magyar Gyermekmentő Alapítvány